# Tem (królowa)
Tem – pierwsza żona Mentuhotepa II z XI dynastii. Z Mentuhotepem II miała syna i następcę tronu Mentuhotepa III. Jej grób odnaleziono w 1859 roku.